# Микронезия
Микроне́зия («Малые острова», от  μικρός — небольшой, маленький + νῆσος — остров) — обобщающее название групп мелких островов Океании. Состоит из островов Гилберта, Марианских островов, Маршалловых и других (всего более 1500 островов).
Общая площадь суши в Микронезии очень мала, очень невелика также численность населения, но имеются очень большие морские экономические зоны. Жители Микронезии, в основном, говорят на микронезийских языках.
В Микронезии находятся следующие государства и зависимые территории:
- Науру
- Острова Гилберта ( Кирибати)
- Маршалловы Острова
- Федеративные Штаты Микронезии
- Палау
- Гуам ( США)
- Северные Марианские Острова ( США)

## География
Микронезия включает в себя около 1500 островов с общей площадью более 2,6 тыс. км².
Географически делится на:
- Маршалловы острова
- Каролинские острова
- Марианские острова
- Острова Гилберта
- Остров Науру

Из них Западные Каролины и Марианские острова — вулканические. Крупнейший из Марианских — остров Гуам (столица — Хагатна). Местные жители делят архипелаг на две части — Ратак (острова восхода солнца) и Ралик (острова солнечного заката).
Крупнейшие атоллы: Бикини (Эшшольца), Ронгелап (Римского-Корсакова), Малоэлап (Аракчеева), Маджуро, Эниветок (Браун), Кусаие, Улити, Тарава и др., а также острова Сенявина (крупнейший из них — Понапе) и острова Трук. Некоторые из них носят по два названия, в том числе — русские. Это память о русской экспедиции под руководством Отто Коцебу.

## Государственное устройство
В настоящее время Микронезия разделена на несколько государств.
- Федеративные Штаты Микронезии — это 4 штата (Понпеи, Кусаие, Чуук, Яп), расположенные на одноимённых островах и близлежащих группах островов: Кусаие и Понпеи, и группы островов Яп и Чуук (Трук). Население — 107,9 тыс. чел. (2008 год). Столица — Паликир на о. Понпеи (бывш. Понапе), 7 тыс. чел. Официальный язык — английский. Праздники: 3 ноября — День независимости. Экспортирует копру, перец, рыбу, кокосовое масло, изделия народного промысла. Свободно ассоциировано с США.
- Маршалловы Острова. Население — 56,4 тыс. чел. (2003). Столица — Маджуро, 25,4 тыс. чел. (2004). Языки — маршалльский и английский. Религия — протестантизм и католицизм. Экспорт: копра, кокосовое масло, рыба, кораллы, кустарные изделия. Открыты в 1529 году испанцем А. Сааведрой, затем исследовались Гилбертом и Маршаллом. Праздники: 1 мая — День Конституции.
- Кирибати — 33 коралловых острова на акватории 5 млн км². Это группы островов Гилберта, Феникс, Лайн, о. Банаба (бывший Ошен). Население — 98 тыс. чел. (2009). Столица — Южная Тарава, 40,3 тыс. чел. (2005), на атолле Тарава. Высшая точка — Саммит, 81 м. Официальный язык — английский, но все говорят на кирибати (тунгаруанском). Религии — протестантизм, католицизм. Первым на островах побывал Кирос в 1606 год г., исследовали Д. Байрон, Д. Гилберт и Д. Маршалл. Название в честь Гилберта островам дал Крузенштерн. Животный мир представлен только птицами и насекомыми. Экспорт: копра, рыба. Праздники: 21 июля — День независимости.
- Палау (Белау) — состоит из 328 островов, общей площадью 458 км²., крупнейший — Бабелтуап, высшая точка — 217 м. Население — 20,9 тыс. чел. (2008). Столица — Нгерулмуд на острове Бабелтуап, с населением по данным последней переписи 391 чел. Официальный язык — английский, палауский. Религии — католицизм, протестантизм. Обитаемы из 200 только 8 островов. Животный мир представлен мелкими грызунами, ящерицами, птицами и насекомыми. Праздники: 1 октября — День независимости. Первыми из европейцев на острова попали испанцы в XVII в. В 1889 год г. острова были проданы Германии. Экспорт — копра и тунец. Государство, ассоциированное со США.
- Науру — одиночный коралловый остров, поднятый атолл. Образует государство Науру. Площадь 21 км². Население — 11,3 тыс. чел. (2009). Официальной столицы не имеет, правительство страны расположено в округе Ярен. Официальные языки — английский и науруанский. Основа экономики до недавнего времени — добыча фосфоритов. Праздники: 26 октября — Ангамов день.
- Северные Марианские Острова. Население — 86,6 тыс. чел. Столица — Сайпан, 62,4 тыс. жителей (2000). Высшая точка — 965 м. Официальный язык — английский. Религия — католицизм. Открыты Магелланом, до конца XIX в. оставались испанской колонией, в 1899 год проданы Германии, сейчас — владение США. Экспорт: товары народного потребления, продукты питания.
- Гуам — крупный остров из группы Марианских; плато до 405 м высотой. Владение США. Население 173,5 тыс. чел. (2007). Столица — Хагатна, 1,1 тыс. чел. (2000). Языки — английский, Чаморро. Правит губернатор. Религия — католицизм. Экспорт: одежда, напитки, табак, электроника. Праздники: 1 понедельник марта — День Гуама, 21 марта — День освобождения. Остров открыт Магелланом 6 марта 1521 год г. С 1565 год — колония Испании, с 1898 год — владение США.

## История
Микронезийцы заселили Микронезию несколько тысяч лет назад. В XVI веке почти вся Микронезия стала колонией Испании. В XIX веке Науру стал германской колонией, а острова Гилберта — британской. В 1898 г., после испано-американской войны, остров Гуам перешёл к США, а остальная часть испанской Микронезии — к Германии. В 1914 год г. германская Микронезия была захвачена Японией (только остров Науру, административно относившийся к Германской Новой Гвинее, был оккупирован Австралией). После окончания Второй мировой войны все японцы были выселены из Микронезии; бывшие японские владения стали подопечной территорией ООН под управлением США (см. Подопечная территория Тихоокеанские острова). В 1950-х годах США проводили здесь ядерные испытания. К настоящему времени вся Микронезия, кроме Гуама, стала независимой.
На острове Яп обнаружены самые большие в мире деньги в виде каменных кругов (самый большой — 3 м в диаметре, 0,5 м толщиной и весит 4 тонны).

## Геология
Острова Микронезии разделяются на низкие коралловые (3—5 м над уровнем моря) и более высокие вулканические (Яп, Чуук, Понпеи, Кусаие).

## Палеогенетика
Генетики выявили пять миграций в субрегион отдалённых островов Тихого океана. Около 2500-3500 лет назад ранние обитатели этих тихоокеанских островов, включая Гуам в северном регионе и Вануату на юго-западе, имели матрилокальные связи — женщины почти всегда оставались в своих общинах после замужества, в то время как мужчины чаще уезжали из общин своих матерей, чтобы жить с общиной своих жен. Результаты получены в результате полногеномного анализа ДНК 164 человек, живших от 2800 до 300 лет назад, а также 112 современных людей. В настоящее время традиционные сообщества в Тихом океане имеют как патрилокальные, так и матрилокальные структуры населения. Генетический анализ сравнил первых мореплавателей с Гуама, Вануату и Тонги, живших примерно от 2500 до 3000 лет назад, и показал, что последовательности их митохондриальной ДНК, которые люди наследуют только от своей биологической матери, почти полностью различались, в то время как остальная часть их ДНК была общей. Люди прибыли и распространились через Австралию, Новую Гвинею, архипелаг Бисмарка и Соломоновы острова, начиная с 50 000 л. н., но только после 3500 л. н. люди впервые начали жить в отдаленной Океании после разработки технологии пересечения открытой воды на уникальных каноэ для дальних путешествий. Это расширение включало и Микронезию: около двух тысяч небольших островов к северу от экватора, включая Гуам, Маршалловы острова, Каролинские острова, Палау и Северные Марианские острова. Из пяти обнаруженных миграций три были из Восточной Азии (M1, M2, M3), одна из Полинезии (M5), а предки папуасов (M4) происходили с северных окраин Новой Гвинеи (другой поток этой миграции — из Новой Британии, цепи островов к востоку от Новой Гвинеи — был источником папуасского происхождения в юго-западной части Тихого океана и в Центральной Микронезии). Современные коренные жители Марианских островов в Микронезии, включая Гуам и Сайпан, ведут почти всю свою доевропейскую контактную родословную от двух обнаруженных исследователями миграций, связанных с Восточной Азией (M1 и M2), что делает их единственными жителями открытого Тихого океана, у которых нет предков из региона Новой Гвинеи. Люди периода Унай с Гуама, радиоуглеродные даты для которого колеблются от 2800 до 2200 лет до нашей эры, происходят из линии M1 (FRO Марианских островов) и имеют однородное происхождение. Более поздние особи периода Латте с Гуама и Сайпана после 700 года до н. э. получают ~ 85 % своей родословной из того же источника, при этом существенная преемственность также подтверждается тем, что они несут те же митохондриальные гаплогруппы E1 и E2, которые наблюдались и ранее в период Унаи.